# Chems-Eddine Hafiz
Chems-Eddine Mohamed Hafiz (Argel, 28 de junio de 1954) es un abogado franco - argelino. Desde el 11 de enero de 2020 es el rector de la Gran Mezquita de París en sustitución de Dalil Boubakeur, que dimitió del puesto. Es vicepresidente del Consejo Francés para el Culto Musulmán (CFCM) y miembro de la Comisión Nacional Consultiva de Derechos Humanos de Francia (CNCDH). Está considerado como una de las voces musulmanas más contundentes en defensa de la laicidad y la condena del islamismo.

## Biografía
Nació en Argelia cuando todavía era colonia francesa. Su infancia estuvo marcada por la tragedia. Su hermano mayor murió en el maquis, durante la guerra de la independencia y su hermana adolescente sufrió torturas por los paracaidistas por parte de los paracaidistas franceses. Tras la guerra sus padres le animaron a estudiar. Estudió derecho en Argel. Se inscribió en el Colegio de Abogados de Argel en 1986 tras dos años de servicio militar y cinco años de servicio civil en el seno de la Secretaría de Estado de comercio Exterior. También participó en la creación de la Unión de abogados jóvenes del colegio de abogados de Argel. En 1989 dejó Argelia "por razones familiares" y se trasladó a Francia con su mujer y sus tres hijos aunque mantiene lazos permanentes con su país y la clientela de su gabinete de abogados es sobre todo argelina. En 1991 se inscribió el Colegio de Abogados de París especializándose tanto en derecho comercial internacional, especialmente entre el Magreb y países árabes, como en derecho penal. En 1995 logra recuperar la nacionalidad francesa.
Fue representante en los tribunales del caso Khouas , llamado así por el joven Mohamed Khouas, asesinado a tiros el 5 de mayo de 1996 por dos hermanos, Eric y Yann Beaufrère, al pie de su edificio, Cité des Chaillots, en Sens, en Yonne. Tenía 19 años y acababa de terminar el bachillerato. Y más tarde por el caso Sohane Benziane, que lleva el nombre de la joven encontrada inconsciente el 4 de octubre de 2002, con graves quemaduras, en un basurero de la ciudad de Balzac, en Vitry-sur-Seine en Val-de-Marne. Murió en el hospital con tan solo 17 años.En 1998, se convirtió en consejero de la Gran Mezquita de París que representó junto al rector Dalil Boubakeur con motivo de la " consulta »(Istichâra) lanzado por el ministro del Interior, Jean-Pierre Chevènement.
En 2001 representó a la Gran Mezquita de París en los procesos sobre el escritor Michel Houellebecq por decir que "el islam es la religión más idiota" por "complicidad de provocación a la discriminación, el odio o la violencia en relación a un grupo de personas por su pertinencia a una religión e injurias". El escritor finalmente fue liberado. Y en 2006, junto a sus colegas Francis Szpiner y Christophe Bigot contra el semanario Charlie Hebdo,  reproducir las caricaturas de Mahoma tras la primera publicación en el periódico danés Jyllands-Posten y tratando satíricamente al profeta del Islam. Ambos juicios los perdió. Hafiz alega años después la necesidad de que fuesen los jueces quienes fijasen los límites de la libertad de expresión y argumenta que aceptó el veredicto y no lo recurrió.
En 2003 se acerca a Nicolás Sarkozy entonces Ministro del Interior a quien debe la Orden Nacional del Mérito y la Legión de Honor, Desde 2008 es vicepresidente del Consejo Francés del Culto Musulmán, año en que asumió la portavocía argelina de la Gran Mezquita de París.
En 2001, en el Colegio de Abogados de París, creó la Asociación de Abogados Argelinos en Francia, organización que en 2008, cambió el nombre para convertirse en Asociación Euro-Magrebí de Abogados Empresariales (AEMADA) de la que es presidente honorario desde 2013. Habla habitualmente del espacio jurídico argelino a través de su blog, dedicado a la comisión París-Argel del Colegio de Abogados de París y AEMADA. En 2013 por el Colegio de Abogados miembro el Tribunal de Apelación de París responsable de la comisión internacional París-Argel.
Tras los crímenes terroristas, los atentados del 13 de noviembre de 2015 en Francia de la sala Bataclan y las terrazas, creó con abogados del Colegio de Abogados de París la Asociación la fraternidad del Colegio de Abogados de París que reúne a abogados de diversas religiones. Esta asociación organizó reuniones en la Mezquita de París, en la Sinagoga de la Victoria, en Notre-Dame de París y en el Oratorio del Louvre .
Desde mayo de 2003 es miembro de la junta ejecutiva del Consejo Francés para el Culto Musulmán (CFCM). También es miembro de la comisión de reflexión jurídica sobre las relaciones del culto con las autoridades públicas, conocida como "comisión Machelon" establecida por Nicolas Sarkozy, cuando era ministro del Interior.
Miembro fundador de la Fundación para las Obras del Islam 
Es presidente de la asociación Vivre l'islam, productor del canal francés France 2 todos los domingos por la mañana del programa Islam . Es vicepresidente de la Sociedad de Habous y Lugares Santos del Islam, asociación propietaria de la Mezquita de París desde 2001 
El 11 de enero de 2020, fue elegido rector de la Gran Mezquita de París, construida en los años veinte del siglo XX como reconocimiento para los soldados musulmanes caídos por Francia y financiada por Argelia. El cargo de Hafiz no es religioso sino institucional siendo el director de la mezquita y su rostro público. Con este puesto se convierte en presidente de la Federación Nacional de la Gran Mezquita de París, uno de los miembros del Consejo Francés del Culto Musulmán.

## Posiciones
En 2020 reconoció que había evolucionado sobre su posición sobre los crímenes cometidos por los radicales islamistas. "Yo mismo he evolucionado. Al principio no llegábamos a admitir que tales crímenes se cometieran en nombre de nuestra religión" (...) "Hoy yo y otros responsables consideramos que hay que mirar las cosas de frente". En relación con el inicio del juicio en septiembre de 2020 por los atentados de enero de 2015 entre ellos el de Charlie Hebdo dijo en Le Figaro: "Que Charlie Hebdo siga escribiendo, dibujando, usando su arte y sobre todo viviendo". 
También se ha posicionado contra la ley prohibiendo la utilización del velo integral, un texto "que secuestra a toda la comunidad para condenar un fenómeno marginal" dijo.
En octubre de 2020 se declaró dispuesto a apoyar el combate del Presidente Macron contra el "separatismo islamista" objetivo de la ley presentada el 9 de diciembre en el Consejo de Ministros.

## Distinciones
- 2012 : Oficial de la Orden Nacional del Mérito[3]
- 2007 : Caballero de la Orden de la Legión de Honor[3]
- 2003 : Caballero de la Orden Nacional del Mérito

## Publicaciones
- De quoi Zemmour est devenu le nom (en francés). Paris: les Éd. du Moment. octobre de 2010. p. 128. ISBN 978-2-35417-107-0.
- Droit et religion musulmane, coécrit avec Gilles Devers. Paris. août de 2005. p. 330. ISBN 978-2-247-05563-0.